# Sophomore

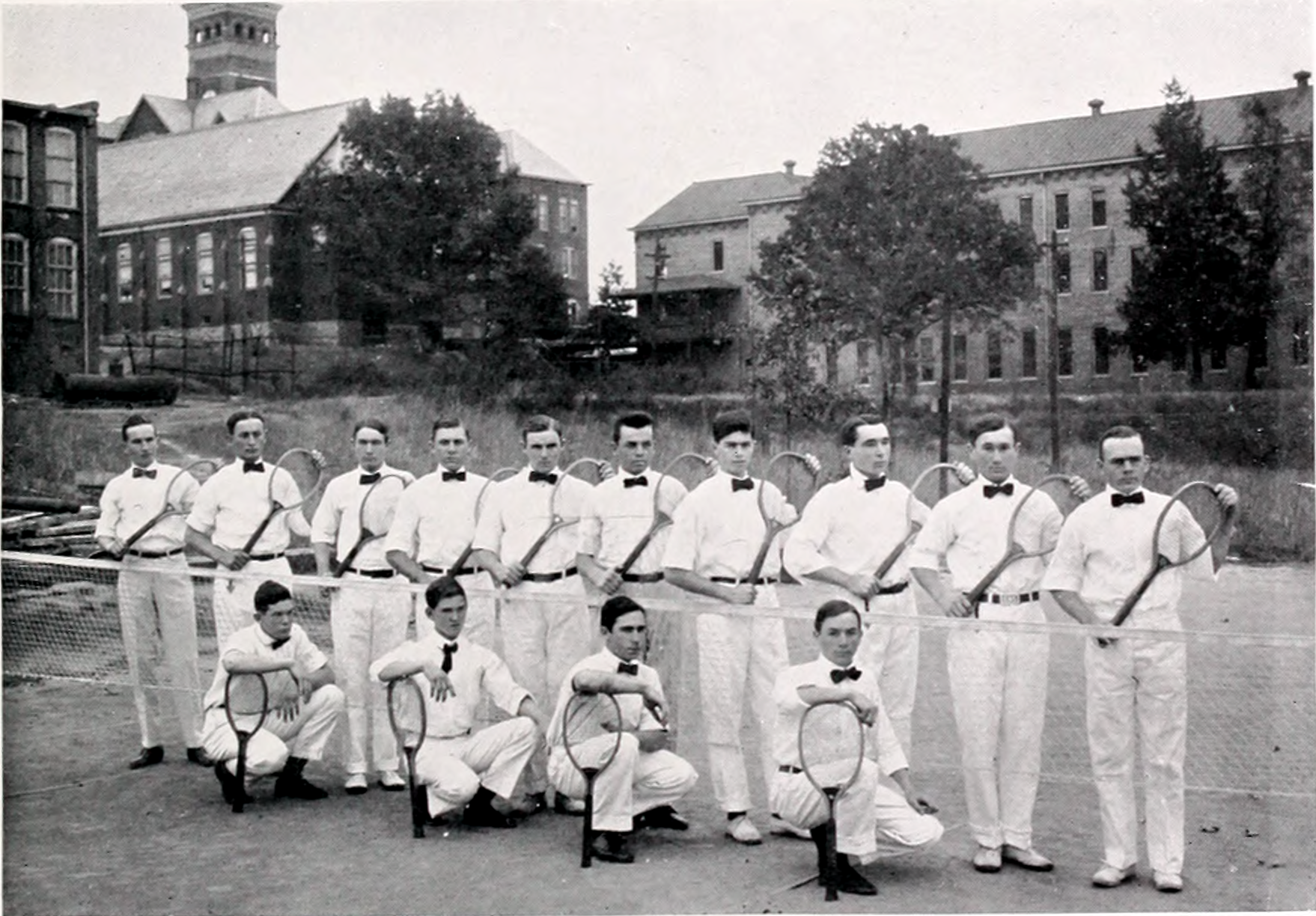
Der Sophomore Tennis Club des Clemson College 1911

Als Sophomore (englische Aussprache [ˈsɑːf.mɔːɹ] ⓘ; vermutlich von griechisch σοφός sophós, deutsch ‚weise‘, und μωρός mōrós, deutsch ‚närrisch, dumm‘, gemeinsam in etwa „weiser Narr“) wird im Bildungssystem der Vereinigten Staaten und anderer Staaten, wie beispielsweise Malaysia, in der Regel ein Schüler oder Student im zweiten Jahr an ihrer jeweiligen Bildungseinrichtung bezeichnet.

## Bildung
An der High School, die im Sekundären Bildungsbereich meist die Jahrgangsstufen 9 bis 12 abdeckt, bezeichnet der Begriff üblicherweise Zehntklässler.
In den Undergraduate-Studiengängen US-amerikanischer Hochschulen, traditionell insbesondere an Colleges, ist der Begriff für Studenten des 3. und 4. Semesters, also des zweiten Studienjahres, reserviert. Im ersten Studienjahr ist die Bezeichnung Freshman, im dritten Junior und im vierten Senior.
Eine Ausnahme bilden die Militärakademien, die stattdessen oder zusätzlich die Bezeichnungen Plebe für Fourth Classmen, Yearling oder Yuk für Third Classmen, Cow für Second und Firsty (Mehrzahl: Firsties) für First Classmen verwenden. Der Plebe Summer ist ein Trainingsprogramm der Marineakademie vor Beginn des ersten Studienjahres.

## Sport
Leistungssport findet in den Vereinigten Staaten ausschließlich an Hochschulen statt. Die National Collegiate Athletic Association (NCAA) und vergleichbare Verbände erlauben heute, dass sogenannte student athletes (deutsch: „Studenten-Athleten“) bis zu vier Jahre (unter Umständen auch mit Unterbrechungen) berechtigt sind, ihren Sport an Hochschulen auszuüben. Für sie gelten normalerweise dieselben Bezeichnungen, auf Grund von Verletzungen kann ein Athlet aber redshirted sein und die Bezeichnung des akademischen und des athletischen Studienjahres voneinander abweichen.
Da professionelle Sportler in ihrer ersten Saison als Rookies gelten, hat sich im Profisport lediglich der Begriff Sophomore für Spieler in ihrem zweiten Karrierejahr durchsetzen können. Insbesondere in der National Basketball Association (NBA) gab es während des jährlichen NBA All-Star Weekends von 2000 bis 2011 eine NBA All-Star Weekend Rookie Challenge, in der Rookies gegen Sophomores in einem Demonstrationsspiel gegeneinander antraten. Seit 2015 spielen lokale Sportler der ersten beiden Karrierejahre gegen internationale Spieler desselben Karrierezeitraumes.